# Комплекс жилых домов по улице Новой
Комплекс жилых домов по улице Новой — выявленный объект культурного наследия в историческом центре Нижнего Новгорода. Построен в 1897—1915 годах. Авторы проектов зданий не установлены.
Входит в застройку района улиц Студёной, Славянской, Короленко и Новой — уникального заповедного места, с сохранившейся городской деревянной застройкой второй половины XIX — начала XX веков. Представляет собой образец деревянной и каменно-деревянной архитектуры Нижнего Новгорода.
Комплекс составляют три сохранившиеся постройки двух исторических усадеб XIX — начала XX веков: усадьбы А. А. Пахомова (Ф. И. Курепиной): главный дом (1897) и флигель (1915); и флигель усадьбы А. П. Куликова (1910—1911).
Выявленный памятник находится под угрозой сноса, против которого выступают эксперты и специалисты в области сохранения историко-культурного наследия.
2 сентября 2020 года приказом Управления государственной охраны объектов культурного наследия Нижегородской области за подписью руководителя управления Г. В. Меламеда, памятник был исключён из перечня выявленных объектов культурного наследия.

## История
Территория, где в будущем был выстроен комплекс, расположена на южной границе исторической части Нижнего Новгорода, начало застройки которой относят к середине XIX века. После приезд в город императора Николая I, губернской строительной комиссией был разработан план мероприятий по обустройству Нижнего Новгорода, а губернский архитектор И. Е. Ефимов и инженер П. Д. Готман создали план с расширением территории города в южном направлении, утверждённый в 1839 году. На месте старых канатных заводов, существовавших с 1787 по 1824 года, стал формироваться новый селитебный район. На восток от Новой, или Новобазарной площади (пл. Максима Горького) была проложена улица Новая, которая долго не обустраивалась и лишь в 1857—1858 годах была пробита через огороды окраинных домов архитектором Н. И. Ужумедским-Грицевичем. Тогда же улица стала активно застраиваться частными домами и общественными зданиями.
Застройка комплекса домов относится к раннему этапу освоения района. Дом № 18 был построен в 1849 году для губернской секретарши А. Яхонтовой, но позднее усадьба перешла к нижегородскому купцу Алексею Михайловичу Свешникову. В 1862 году А. М. Свешникову был утверждён проект на постройку двухэтажного каменного флигеля, фиксировавшего угловой участок пересечения улиц Новой и Канатной (дом № 18а; снесён в 2013 году). В декабре 1896 году новым хозяином усадьбы стал Иван Кузьмич Копылов. Уже в 1899 году домовладение перешло в собственность купца Александра Петровича Куликова, который владел ей вплоть до революции 1917 года.
Деревянный дом с флигелем № 16 принадлежал балахнинскому купцу Василию Петровичу Невежинову. В 1879 году усадьбу купил Арсений Макарович Зуев, а с 1890 года ею владели его наследники. В 1897 году домовладение перешло в собственность Александа Александровича Пахомова, позже к его наслендникам. В 1913—1915 годах усадьбой владела Феоктиста Ивановна Курепина. В 1915—1918 годах на участке был выстроен двухэтажный деревянный флигель. Последним дореволюционным владельцем значился Павел Петрович Ясырев.

## Угроза сноса
Район улиц Славянской, Короленко, Студёной и Новой был включён в состав исторической территории Старый Нижний Новгород в качестве отдельной историко-культурной заповедной зоны, границы которой были установлены Постановлением Законодательного Собрания Нижегородской области № 281 от 18 ноября 1997 года. В 2000-е — 2010-е годы в районе развернулось крупное строительство, что поставило под угрозу дальнейшее существование заповедной территории. Нижегородские эксперты в области охраны объектов культурного стали подавать заявления о включении многих зданий в список ОКН Нижегородской области. Большинство заявлений были одобрены государственными историко-культурными экспертизами, за исключением комплекса домов по улице Новой.
8 ноября 2018 года главный архитектор НИП «Этнос» И. С. Агафонова и юрист М. И. Чуфарина подали заявление о включении комплекса домов в список объектов культурного наследия РФ. Проводить государственную экспертизу по выявленному объекту поручили директору ГБУРК «Научно-исследовательский центр крымоведения и охраны культурного наследия Республики Крым» Александру Витальевичу Хливнюку, хотя по другим объектам заповедного района работали эксперты института искусствознания Министерства культуры РФ. А. В. Хливнюк вынес отрицательное заключение о возможности включения комплекса в перечень ОКН (все остальные объекты заповедного района получили положительные заключения экспертов). В итоге, экспертное заключение А. В. Хливнюка собрало рекордное количество негативных отзывов от нижегородских экспертов, указывавших на многочисленные ошибки, и было отправлено на доработку.
В мае 2020 года департамент градостроительной деятельности и развития агломераций Нижегородской области сообщил, что архитектурный совет одобрил проект застройки территории, занимаемой комплексом домов по улице Новой. Проект, выполненный НПО «Архстрой» под руководством архитектора А. Б. Дехтяра по заказу ООО «Фрегат», предполагал снос домов № 16, 16А, 18, а также ценного объекта историко-архитектурной среды — дома № 24 по улице Короленко и памятника архитектуры — дома № 20/13 по улице Короленко. В ответ нижегородские градозащитники выступили против сноса зданий в день единых действий градозащитников против сноса исторических зданий во время пандемии коронавируса. Архитектор А. Б. Дехтяр, одновременно разрабатывая проект застройки территории на месте домов по улице Новой, являясь членом Общественного совета при управлении государственной охраны объектов культурного наследия Нижегородской области, ещё в 2018 году выступал против включения дома № 18 в список выявленных объектов культурного наследия (тогда дом не был включён в перечень):

В частности, дома № 26 и № 30 по ул. Короленко, а также № 18 по ул. Новая были предметом договора о развитии Территории… …полагаю, что должны быть учтены интересы инвестора. Из рассмотрения следует исключить все территории зоны регулирования застройки и зоны охраны. Даже действующие объекты культурного наследия в настоящее время находятся в неприглядном состоянии, поэтому добавление новых объектов не гарантирует их сохранение. Должна быть разработана концепция развития всей сферы, связанной с сохранением и развитием среды. Если не будет застройки, то историческая среда будет разрушена. Категорически против включения в перечень выявленных объектов домов № 26 и 30 по ул. Короленко, д. 18 по ул. Новая— Архитектор А. Б. Дехтяр — автор проекта застройки участка выявленного объекта культурного наследия на Общественном совете при управлении государственной охраны объектов культурного наследия Нижегородской области, членом которого он является.
Нижегородское градозащитное движение «Деревянные города» обнародовало заявление, в котором утверждало, что подобный проект неприемлем, нарушает законодательство и, в случае реализации, уничтожит заповедное место улиц Славянской, Короленко, Студёной и Новой, так как комплекс расположен в его сердцевине. В ответ фирма ООО «Фрегат» направила претензию в издание, опубликовавшее заявление движения, в котором обвинила «Деревянные города» «во лжи и в передергивании фактов».
9 июля 2020 года было опубликовано открытое письмо экспертов и специалистов в области сохранения историко-культурного наследия губернатору Нижегородской области Глебу Никитину с призывом обеспечить меры по сохранению комплекса домов и всего ансамбля заповедного места. Письмо подписали архитектор-реставратов высшей категории Ирина Святославовна Агафонова, член-корреспондент Российской академии архитектуры и строительных наук Елена Ивановна Григорьева, историк, лауреат премии «Хранители наследия» Алексей Иванович Давыдов, искусствовед, член Союза архитекторов России Михаил Исаевич Мильчик, архитекторы-реставраторы высшей категории Виктор Викторович Коваль и Александр Владимирович Попов, государственный эксперт, член РНК «ИКОМОС» Наталья Дмитриевна Троскина и искусствовед, лауреат Премии Правительства в области культуры Елена Геннадьевна Щёболева. 22 июля 2020 года нижегородские экскурсоводы опубликовали открытое письмо губернатору, выступив против сноса домов.
В июне 2020 года НРОО «Институт изучения города» (ИНИГО), учитывая сомнительные обстоятельства проведения первой экспертизы, обратился с письмом к экспертам из Института искусствознания с просьбой подготовить независимое и профессиональное обследование спорных объектов. Экспертизу выполнил Георгий Смирнов — искусствовед, историк искусства с более чем сорокалетним стажем работы. Эксперт пришёл к выводу, что группа домов обладает градостроительной, архитектурно-художественной и историко-культурной ценностью, и включение её в реестр объектов культурного наследия является обоснованным. 10 августа подготовленный экспертом акт экспертизы был направлен в Управление государственной охраны ОКН Нижегородской области.
В сентябре выявленному памятнику всё же было отказано во включении в список объектов культурного наследия. Заключение Георгия Смирнова не было принято во внимание по формальным причинам: в акте не были обоснованы категория историко-культурного значения объектов и предложенные границы охраняемой территории. На основании экспертизы А. В. Хливнюка, приказом управления ГООКН Нижегородской области за подписью руководителя управления Г. В. Меламеда, памятник был исключён из перечня выявленных объектов культурного наследия. По словам правозащитника Станислава Дмитриевского ситуация свидетельствует, что Нижний Новгород возвращается во времена, когда строительные фирмы извлекали сверхприбыли из «хищнического уничтожения исторической части города». По словам эксперта, градозащитники дважды приводили в администрацию области инвесторов, готовых заниматься реставрацией исторических зданий, однако инициатива была заблокирована на административном уровне, так как чиновникам удобнее реализовывать сверхприбыльные проекты, сопряжённые с коррупцией.

## Постройки комплекса

### Усадьба А. А. Пахомова (Ф. И. Курепиной)

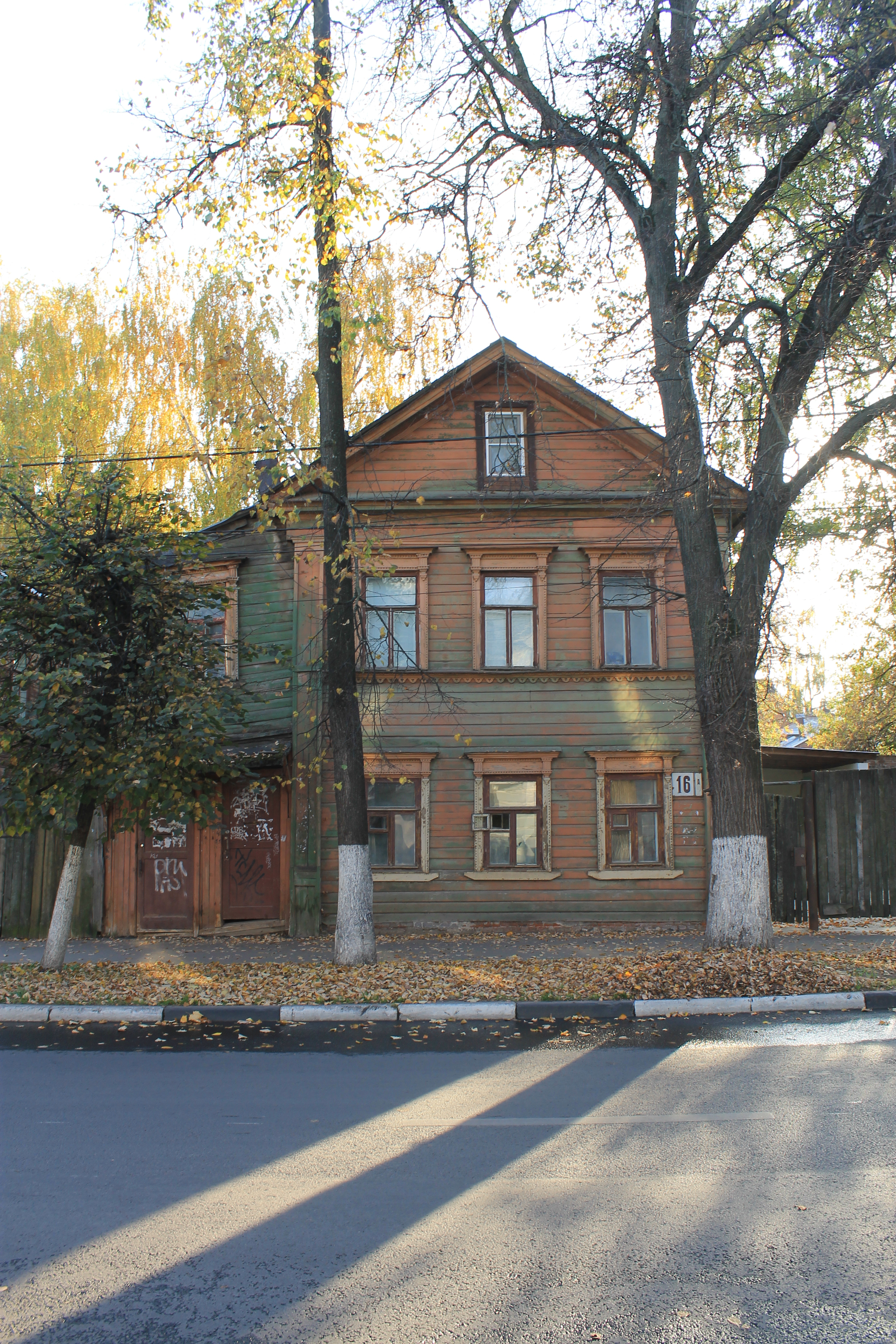
Главный дом усадьбы А. А. Пахомова (Ф. И. Курепиной).

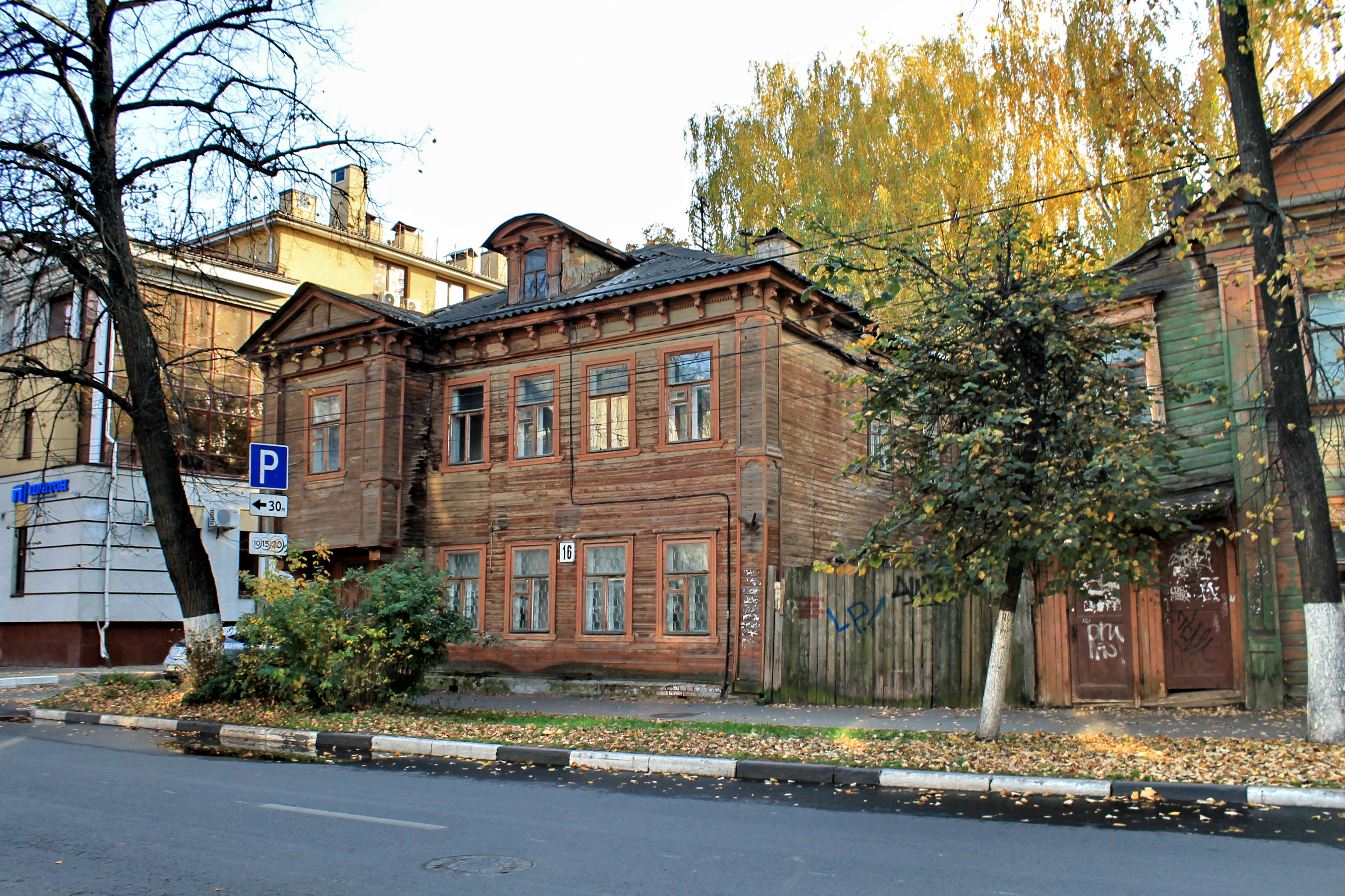
Флигель усадьбы А. А. Пахомова (Ф. И. Курепиной). Редкий на сегодня образец деревянного модерна в Нижнем Новгороде.

Усадьбу составляют дома № 16А и 16. История домовладения прослеживается с 1870-х годов, когда она принадлежала купцу Василию Петровичу Невежинову. Тогда на участке находились одноэтажные деревянные дом в три окна и флигель в «итальянское» окно. В 1879 году усадьба перешла к Арсению Макаровичу Зуеву, а в 1890 году — к его наследникам. В 1897 году домовладение перешло к мещанину Александру Александровичу Пахомову. В тот же период был выстроен главный дом (№ 16А). Флигель был сооружён около 1915 года, когда домовладение принадлежало мещанке Феоктисте Ивановне Курепиной.
- Главный дом.

Представляет собой рубленую из брёвен постройку на каменном цоколе, обшитую калёванным тёсом. Дом прямоугольный в плане, с востока примыкают сени, односкатную крышу которых прорезает слуховое окно с фронтоном. Композиция уличного фасада симметрична. Окна прямоугольные, расположены по трём осям, заключены в наличники, боковины которых и доска очелья подчёркнуты порезкой, а профилированный санрик опирается на кронштейны, похожие на миниатюрные триглифы с фигурной гирькой в основании. Венчающий профилированный карниз и аналогичные карнизы на скатах кровли формируют треугольный фронтон. В тимпане фронтона сделано небольшое чердачное окно в профилированном рамочном наличнике. Сохранились деревянные лестницы с точёными балясинами.
- Флигель

Двухэтажная постройка из сруба на кирпичном цоколе, обшитая тёсом. Существующие тесовая обшивка и наличники окон появились в результате обновления дома в середине XX века. Силуэт здания обогащён эркером с треугольным фронтоном, нависающим над парадным входом и слуховым окном над скатом кровли. Главный фасад асимметричен. Окна заключены в профилированные наличники. Углы оформлены филенчатыми лопатками. Эркер опирается на массивные вогнутые кронштейны. Основной объём и эркер объединены общим антаблементом с карнизом на фигурных кронштейнах. Сохранились первоначальная внутренняя планировка и исторические лестницы.

### Флигель усадьбы А. П. Куликова
Флигель — дом № 18/22. Наиболее ранние архивные сведения об усадьбе датируются серединой XIX века, когда она принадлежала губернской секретарше Авдотье Яхонтовой. В 1849 году для неё был выстроен деревянный дом по проекту архитектора Л. В. Фостикова. Не позднее 1871 года владение перешло к мещанину Алексею Михайловичу Свешникову и в это время в части дома со стороны улицы Новой размещалась торговая лавка. Предположительно в 1875 году дом был увеличен в длину вдоль Канатной улицы и надстроен мезонином. В 1896 году усадьба перешла к Ивану Кузьмичу Копылову, а в 1899 году — к крестьянину деревни Ройка Нижегородского уезда Александру Петровичу Куликову. В 1900-е годы на усадьбе значились деревянный дом, одноэтажный каменный флигель и службы. Сохранившийся до нашего времени двухэтажный деревянный флигель был построен в 1910—1911 годах. В 1917 году после смерти А. П. Куликова усадьба перешла его наследникам. Деревянный дом, стоявший на углу улиц в начале XXI века был доведён до аварийного состояния и снесён в декабре 2013 года.
Флигель усадьбы А. П. Кликова представляет собой двухэтажное здание на кирпичном цоколе. Фасады, кроме восточного, обшиты калёванным тёсом с мелкими бороздками. Объём составляют основная жилая часть, квадратная плане, и двухэтажные сени, примыкающие с двух сторон. Своеобразие силуэту придаёт слуховое окно в верхней части ската кровли. Строгую симметрию главного фасада нарушает деление стены перерубом на два неравных прясла — узкого, с парадным входом, и широкого, с тремя осями прямоугольных окон. Все элементы фасада имеют украшение из накладной резьбы: профилированная рейка между этажами, антаблемент с карнизом на фигурных кронштейнах, поэтажные лопатки с плоским накладным орнаментом и прямоугольными гранёными накладками у междуэтажного членения, наличники с накладками геометрического характера, кронштейны профилированного сандрика, фигурные фартуки. Сохранились первоначальная дверь, внутренняя планировка, тянутые карнизы и лепная розетка в интерьерах.